# Ectropothecium gracilisetum
Ectropothecium gracilisetum là một loài Rêu trong họ Hypnaceae. Loài này được (Hornsch. ex Schwägr.) Mitt. mô tả khoa học đầu tiên năm 1873.